# Zuid-Afrikaanse parlementsverkiezingen 1999

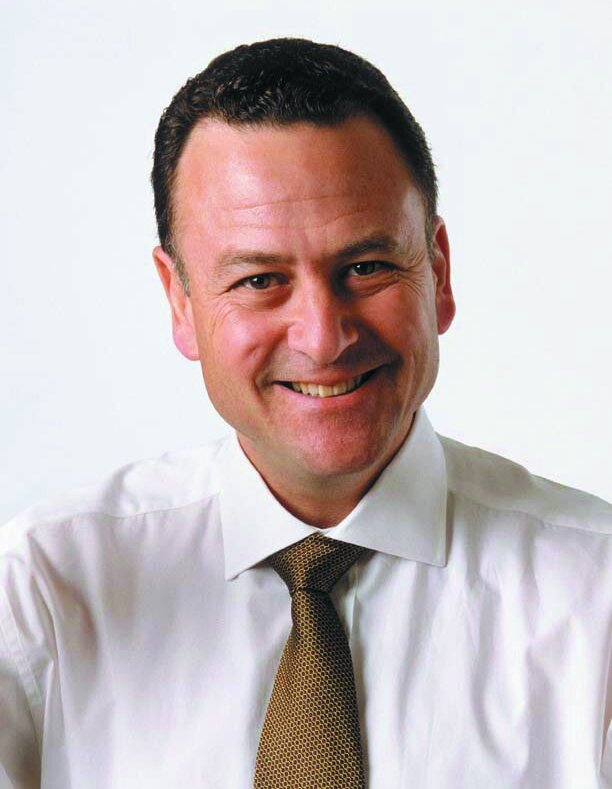
Tony Leon (DP), de nieuwe oppositieleider

De Zuid-Afrikaanse parlementsverkiezingen van 1999 vonden op 2 juni 1999 plaats.

## Uitslag
De verkiezingen resulteerden in een grote overwinning voor de regeringspartij, het Afrikaans Nationaal Congres van dr. Thabo Mbeki. Het ANC won 14 zetels (66,35% van de stemmen), goed voor 266 zetels. De voornaamste oppositiepartij, de Nuwe Nasionale Party, voortzetting van de Nasionale Party, die vijf jaar eerder nog de tweede partij van het land was geworden, verloor 54 zetels en behield er 28. De NNP werd als gevolg van de verkiezingen de vierde partij van het land.
De liberale Democratic Party (DP) van Tony Leon ging van 7 naar 38 zetels. De door blanken en Kleurlingen gedomineerde DP werd als gevolg van de felle tegen het ANC gerichte verkiezingscampagne de nieuwe voornaamste oppositiepartij. De Inkatha Vrijheidspartij (IFP) van Mangosuthu Buthelezi verloor weliswaar negen zetels, maar wist zich als derde partij van het land te handhaven.
De United Democratic Movement (UDM) van voormalig NNP-lid Roelf Meyer en voormalig ANC-lid Bantu Holomisa werd met 14 zetels de meest succesvolle nieuwkomer.

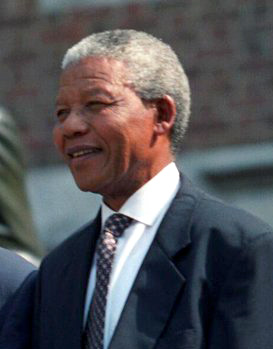
Scheidend president Nelson Mandela

| Partij | Partij                                     | stemmen    | %      | zetels |
| ------ | ------------------------------------------ | ---------- | ------ | ------ |
|        | Afrikaans Nationaal Congres                | 10.601.330 | 66,35% | 266    |
|        | Democratic Party                           | 1.527.337  | 9,56%  | 38     |
|        | Inkatha Freedom Party                      | 1.371.477  | 8,58%  | 34     |
|        | Nuwe Nasionale Party                       | 1.098.215  | 6,87%  | 28     |
|        | United Democratic Movement                 | 546.790    | 3,42%  | 14     |
|        | African Christian Democratic Party         | 228.975    | 1,43%  | 3      |
|        | Vryheidsfront                              | 127.217    | 0,80%  | 3      |
|        | United Christian Democratic Party          | 125.280    | 0,80%  | 3      |
|        | Pan Africanist Congress                    | 113.125    | 0,78%  | 2      |
|        | Federal Alliance                           | 86.704     | 0,54%  | 2      |
|        | Minority Front                             | 48,277     | 0,30%  | 1      |
|        | Afrikaner Eenheids Beweging                | 46.292     | 0,30%  | 1      |
|        | Azanian People's Organisation              | 27.257     | 0,17%  | 1      |
|        | Abolition of Income Tax and Usury Party    | 10.611     | 0,07%  |        |
|        | The Government by the People - Green Party | 9.193      | 0,06%  |        |
|        | Socialist Party of Azania                  | 9.062      | 0,06%  |        |
| Totaal | Totaal                                     | 15.977.142 | 100%   | 400    |

## Verkiezingen Provinciale Raden
Op dezelfde dag dat er parlementsverkiezingen werden gehouden, vonden ook verkiezingen plaats voor de provinciale raden van de negen provincies. Ook bij deze verkiezingen kwam het ANC het grootste uit de bus. In totaal wist de partij 289 zetels te veroveren. De Nuwe Nasionale Party van Marthinus van Schalkwyk verloor flink, maar bleef met 38 zetels de tweede partij, op de voet gevolgd door de Inkatha Vrijheidspartij (37 zetels) van Buthelezi en de Democratic Party van Tony Leon (35 zetels).

## Presidentsverkiezingen
In de laatste maanden van zijn presidentschap voerde dr. Nelson Mandela campagne voor zijn vicepresident, dr. Thabo Mbeki. Al sinds 1997 had Mandela bevoegdheden overgeheveld aan Mbeki. Mbeki werd op 14 juni 1999 unaniem gekozen tot de nieuwe president van Zuid-Afrika. De andere 31 zetels gingen naar kleinere partijen.
Op 16 juni 1999 werd Thabo Mbeki in Pretoria in aanwezigheid van 5000 gasten - w.o. 50 buitenlandse presidenten - als nieuwe president beëdigd.

## Verwijzingen
1. ↑  Winkler Prins Encyclopedisch Jaarboek 2000, door: red. Winkler Prins, blz. 262
2. 1 2  idem
3. ↑  Winkler Prins Encyclopedisch Jaarboek 2000, door: red. Winkler Prins, blz. 263